# Rutronik Racing
Rutronik Racing, également connu sous le nom de HCB-Rutronik Racing, est une équipe de course allemande basée à Remchingen. Elle participe principalement au GT World Challenge. À l'origine, l'équipe a été fondée par Hans-Christoph Behler sous le nom de HCB Management GmbH, avant d’être rebaptisée après l’arrivée du sponsor Rutronik Elektronische Bauelemente GmbH, un distributeur de composants électroniques.

## Histoire
Fondée en 2010, l'équipe a participé à la FIA GT World Cup en 2018 sous le nom d'Audi Sport Team Rutronik. En 2019, elle a fait son entrée dans l'ADAC GT Masters. En tant qu'équipe cliente d'Audi Sport Customer Racing, elle a engagé 10 voitures Audi GT3 dans deux championnats.
En 2021 l'équipe coopère avec TECE pour participer aux 24 heures de Sebring avec une Audi R8 LMS Evo. Elle met à bord Michael Doppelmayr, Swen Herberger, Pierre Kaffer et Markus Winkelhock. Ils décrochent la pole position avec un chrono de 2:01.627 devant la Mercedes de CP Racing. L'équipe remporte la course en complétant un total de 559 tours.
L'équipe de course a remporté le classement pilote et le classement par équipe dès sa première saison en 2019. En fin d'année 2022 ils décident d'arrêter leurs participation en ADAC GT Masters pour aller en GT World Challenge Europe Endurance Cup.
Rutronik Racing n'utilise plus que des Porsche 911 GT3 R depuis 2024. Pour la saison 2025 du GT World Challenge Europe Sprint Cup, ils passent d'un équipages pro et bronze à pro et argent. L'équipage pro remporte la première course de la deuxième manche à Zandvoort. Dans la catégorie GT World Challenge Europe Endurance Cup, l'équipe principale décroche la deuxième position lors de la première manche de la saison au Castellet.

## Résultats

### ADAC GT Masters
| Saison | Voitures           | Pilotes                                  | Points | C.P | C.C |
| ------ | ------------------ | ---------------------------------------- | ------ | --- | --- |
| 2019   | Audi R8 LMS Evo    | Kelvin van der Linde Patric Niederhauser | 205    | 1er | 1er |
| 2019   | Audi R8 LMS Evo    | Dennis Marschall Carrie Schreiner        | 22     | 24e | 1er |
| 2020   | Audi R8 LMS Evo    | Kelvin van der Linde Patric Niederhauser | 160    | 4e  | 4e  |
| 2020   | Audi R8 LMS Evo    | Dennis Marschall                         | 33     | 24e | 4e  |
| 2020   | Audi R8 LMS Evo    | Carrie Schreiner                         | 24     | 28e | 4e  |
| 2020   | Audi R8 LMS Evo    | Hamza Owega                              | 9      | 36e | 4e  |
| 2021   | Audi R8 LMS Evo    | Dennis Marschall Kim-Luis Schramm        | 85     | 11e | 8e  |
| 2021   | Audi R8 LMS Evo    | Elia Erhart                              | 19     | 31e | 8e  |
| 2021   | Audi R8 LMS Evo    | Pierre Kaffer                            | 11     | 38e | 8e  |
| 2021   | Audi R8 LMS Evo    | Mattia Drudi                             | 8      | 39e | 8e  |
| 2022   | Audi R8 LMS Evo II | Dennis Marschall Kim-Luis Schramm        | 120    | 6e  | 5e  |
| 2022   | Audi R8 LMS Evo II | Luca Engstler Patric Niederhauser        | 104    | 14e |     |

### GT World Challenge Europe Sprint Cup
| Saison | voiture           | Catégorie | Pilotes                          | Points | Position | Classement par catégorie |
| ------ | ----------------- | --------- | -------------------------------- | ------ | -------- | ------------------------ |
| 2024   | Porsche 911 GT3 R | Pro       | Sven Müller Patric Niederhauser  | 41     | 5e       | 5e                       |
| 2024   | Porsche 911 GT3 R | Bronze    | Dennis Marschall Dustin Blattner | 0      | NC       | 3e                       |
| 2025   | Porsche 911 GT3 R | Pro       | Sven Müller Patric Niederhauser  | 33     | 2e       | 2e                       |
| 2025   | Porsche 911 GT3 R | Argent    | Loek Hartog Eshan Pieris         | 0      | 21e      | 7e                       |

### GT World Challenge Europe Endurance Cup
| Saison | voiture           | Catégorie | Pilotes                                                     | Points | Position | Classement par catégorie |
| ------ | ----------------- | --------- | ----------------------------------------------------------- | ------ | -------- | ------------------------ |
| 2021   | Porsche 911 GT3 R | Pro       | Kévin Estre Richard Lietz Sven Müller                       | 0      | NC       | NC                       |
| 2023   | Porsche 911 GT3 R | Pro       | Laurin Heinrich Dennis Olsen Thomas Preining                | 38     | 7e       | 7e                       |
| 2024   | Porsche 911 GT3 R | Pro       | Sven Müller Patric Niederhauser Julien Andlauer             | 13     | 17e      | 17e                      |
| 2024   | Porsche 911 GT3 R | Bronze    | Dustin Blattner Loek Hartog Dennis Marschall Alexander Fach | 27     | NC       | 8e                       |
| 2024   | Porsche 911 GT3 R | Bronze    | Zacharie Robichon                                           | 0      | NC       | NC                       |
| 2025   | Porsche 911 GT3 R | Pro       | Sven Müller Patric Niederhauser Alessio Picariello          | 24     | 2e       | 2e                       |
| 2025   | Porsche 911 GT3 R | Bronze    | Antares Au Loek Hartog Morris Schuring                      | 4      | 39e      | 8e                       |
| 2025   | Porsche 911 GT3 R | Bronze    | Martin Rump                                                 | TBD    | TBD      | TBD                      |

Intercontinental GT Challenge
| Saison | voiture           | Catégorie | Pilotes                                            | Points | Position | Classement par catégorie |
| ------ | ----------------- | --------- | -------------------------------------------------- | ------ | -------- | ------------------------ |
| 2023   | Porsche 911 GT3 R | Pro       | Dennis Olsen                                       | 12     | 23e      | 23e                      |
| 2023   | Porsche 911 GT3 R | Pro       | Thomas Preining                                    | 30     | 15e      | 15e                      |
| 2023   | Porsche 911 GT3 R | Pro       | Laurin Heinrich                                    | 20     | 18e      | 18e                      |
| 2024   | Porsche 911 GT3 R | Pro       | Sven Müller Julien Andlauer                        | 22     | 11e      | 11e                      |
| 2024   | Porsche 911 GT3 R | Pro       | Patric Niederhauser                                | 28     | 8e       | 8e                       |
| 2024   | Porsche 911 GT3 R | Bronze    | Dustin Blattner Dennis Marschall Zacharie Robichon | 0      | NC       | NC                       |
| 2024   | Porsche 911 GT3 R | Bronze    | Loek Hartog                                        | 10     | 19e      | 19e                      |
| 2025   | Porsche 911 GT3 R | Pro       | Sven Müller Patric Niederhauser Alessio Picariello |        |          |                          |
| 2025   | Porsche 911 GT3 R | Bronze    | Antares Au Loek Hartog Morris Schuring Martin Rump |        |          |                          |

## Anciens championnats
Nürburgring Langstrecken-Serie
| Saison | voiture           | Catégorie | Pilotes             | Points     | Position |
| ------ | ----------------- | --------- | ------------------- | ---------- | -------- |
| 2021   | Porsche 911 GT3 R | Pro       | Tristan Viidas      |            |          |
| 2021   | Porsche 911 GT3 R | Pro       | Tobias Müller       |            |          |
| 2021   | Porsche 911 GT3 R | Pro       | Julien Andlauer     |            |          |
| 2021   | Porsche 911 GT3 R | Pro       | Romain Dumas        |            |          |
| 2023   | Porsche 911 GT3 R | Pro       | Tobias Müller       | Inéligible | NC       |
| 2023   | Porsche 911 GT3 R | Pro       | Dennis Olsen        | Inéligible | NC       |
| 2023   | Porsche 911 GT3 R | Pro       | Julien Andlauer     | Inéligible | NC       |
| 2023   | Porsche 911 GT3 R | Pro       | Matteo Cairoli      | Inéligible | NC       |
| 2023   | Porsche 911 GT3 R | Pro       | Marco Holzer        | Inéligible | NC       |
| 2023   | Porsche 911 GT3 R | Pro       | Patric Niederhauser | Inéligible | NC       |

### FIA GT World Cup / Grand Prix de Macao
| Saison | voitures        | Pilotes              | Position |
| ------ | --------------- | -------------------- | -------- |
| 2016   | Audi R8 LMS     | Fabian Plentz        | 8e       |
| 2016   | Audi R8 LMS     | Tommy Tulpe          | 18e      |
| 2017   | Audi R8 LMS     | Lucas di Grassi      | DNF      |
| 2017   | Audi R8 LMS     | Fabian Plentz        | DNS      |
| 2018   | Audi R8 LMS     | Christopher Haase    | 6e       |
| 2019   | Audi R8 LMS Evo | Kelvin van der Linde | 10e      |

### 24 Heures de Spa
| Saison | voiture           | Categorie | Pilotes                                                        | Position |
| ------ | ----------------- | --------- | -------------------------------------------------------------- | -------- |
| 2021   | Porsche 911 GT3 R | Pro       | Kévin Estre Richard Lietz Sven Müller                          | DNF      |
| 2023   | Porsche 911 GT3 R | Pro       | Laurin Heinrich Dennis Olsen Thomas Preining                   | 5e       |
| 2024   | Porsche 911 GT3 R | Pro       | Julien Andlauer Sven Müller Patric Niederhauser                | 9e       |
| 2024   | Porsche 911 GT3 R | Bronze    | Dustin Blattner Loek Hartog Dennis Marschall Zacharie Robichon | DNF      |
| 2025   | Porsche 911 GT3 R | Pro       | Sven Müller Patric Niederhauser Alessio Picariello             | 2e       |
| 2025   | Porsche 911 GT3 R | Bronze    | Antares Au Loek Hartog Morris Schuring Martin Rump             | 45e      |

### 24 Heures du Nürburgring
| Saison | voiture           | Categorie | Pilotes                                                     | Position |
| ------ | ----------------- | --------- | ----------------------------------------------------------- | -------- |
| 2021   | Porsche 911 GT3 R | SP 9 Pro  | Julien Andlauer Romain Dumas Tobias Müller Laurens Vanthoor | DNF      |
| 2023   | Porsche 911 GT3 R | SP 9 Pro  | Julien Andlauer Matteo Cairoli Dennis Olsen                 | 5e       |